# Front oclús

Un cicló en els estadis primers d'oclusió

Símbols del front oclús

Un front oclús és el front meteorològic que separa dues masses d'aire fred posades en contacte per un procés de minvament d'un sector càlid, que es produeix quan el front fred atrapa el front càlid que el precedeix. Un front oclús es forma durant el procés de la ciclogènesi. El punt on es troben el front càlid i el front oclús s'anomena punt triple.
Hi ha dos tipus d'oclusió, calenta i freda. En l'oclusió freda la massa d'aire que atrapa el front càlid és més freda que l'aire sobre el front càlid. En l'oclusió calenta la massa d'aire que atrapa el front càlid no és tan freda com l'aire que està sobre el front càlid. Hi ha dos tipus d'oclusió: freda i temperada.
El temps meteorològic en cas de fronts oclusos pot ser variat, són possibles les tempestes però normalment el seu pas està associat amb un assecament de la massa d'aire. És possible la formació de núvols amb un nucli en forma d'embut. En les mapes meteorològics els fronts oclusos s'indiquen amb línies porpra alternant amb semicercles i triangles apuntant en la direcció que viatgen. Normalment els fronts oclusos es formen al voltant de zones de baixes pressions madures.